# Julianabrug (Vaartsche Rijn)

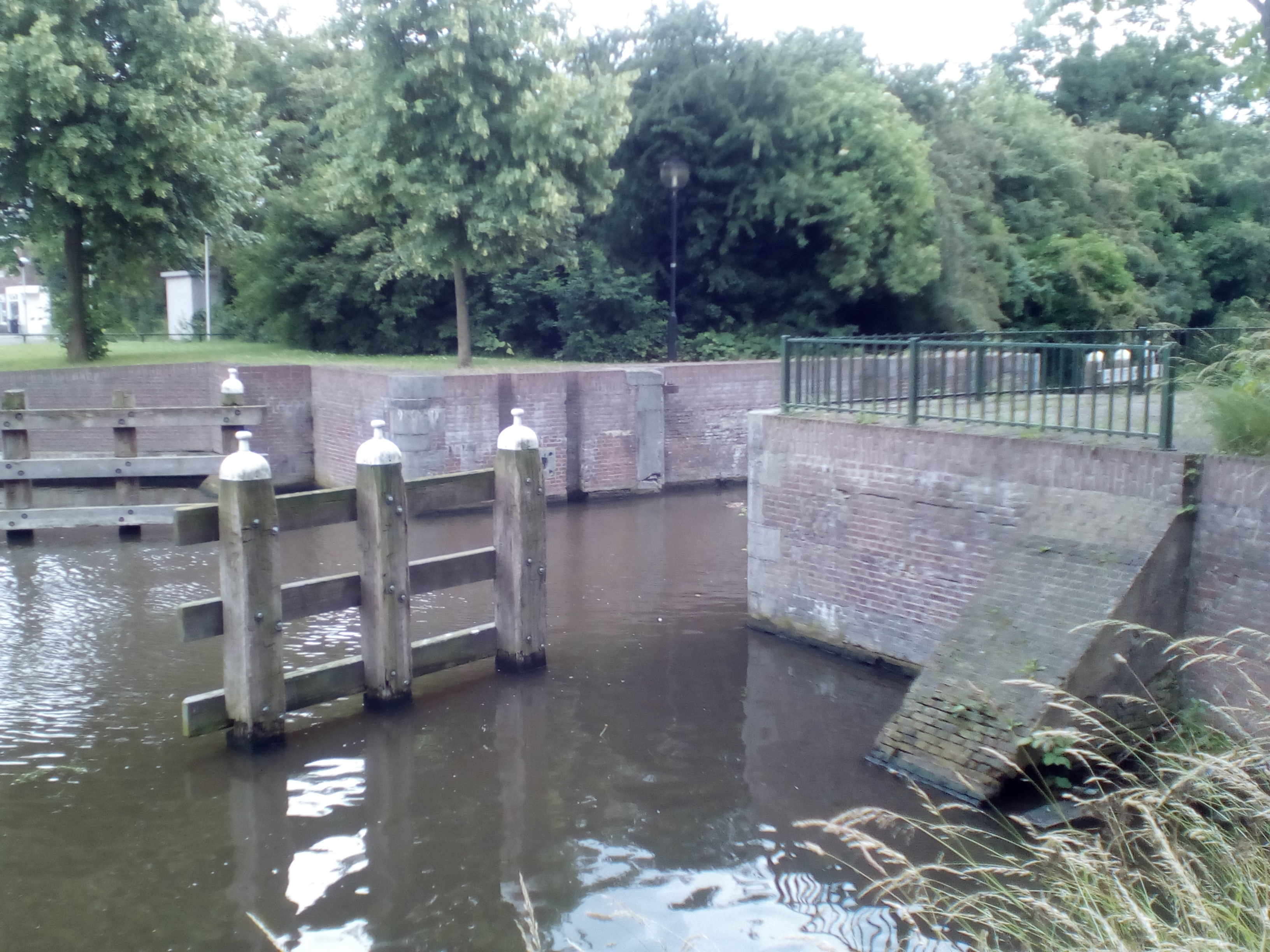
Overgebleven restanten van de Julianabrug.

De Julianabrug of Prinses-Julianabrug was een brug in de Nederlandse stad Utrecht. Ze overspande de Vaartsche Rijn.
De brug is in 1932 geopend tussen de huidige Broeder Alarmstraat en de Jutfaseweg. In die tijd lag ze nog bij de grens van de toenmalige gemeente Jutphaas en de gemeente Utrecht. De beide gemeenten konden in de aanloopfase geen overeenstemming bereiken over de bouw waarna de brug tot stand is gekomen door de inbreng van elfduizend gulden startkapitaal afkomstig van (onder meer?) plaatselijke bedrijven. Ze betrof een smalle ophaalbrug die werd vormgegeven in steen en ijzer. De bediening geschiedde door een brugwachter. Al in de beginjaren speelden zich rond de brug onveilige verkeerssituaties af. Zo zou de Broeder Alarmstraat haar naam gaan ontlenen aan een van de verkeersslachtoffers.
Rond 1956 is de Oranjebrug zo'n honderd meter noordelijker over de Vaartsche Rijn gebouwd; een brug die door haar verbrede vorm het groeiende verkeer voor de uitdijende Utrechtse wijk Hoograven beter aankon. Na de ingebruikname van de Oranjebrug is de Julianabrug in 1957 gesloopt. De landhoofden van de Julianabrug zijn nog aanwezig (anno 2008).